# Leptostomias
Leptostomias is een geslacht van straalvinnige vissen uit de familie van Stomiidae. Het geslacht is voor het eerst wetenschappelijk beschreven in 1905 door Gilbert.

## Soorten
- Leptostomias analis Regan & Trewavas, 1930
- Leptostomias bermudensis Beebe, 1932
- Leptostomias bilobatus (Koefoed, 1956)
- Leptostomias gladiator (Zugmayer, 1911)
- Leptostomias gracilis Regan & Trewavas, 1930
- Leptostomias haplocaulus Regan & Trewavas, 1930
- Leptostomias leptobolus Regan & Trewavas, 1930
- Leptostomias longibarba Regan & Trewavas, 1930
- Leptostomias macronema Gilbert, 1905
- Leptostomias macropogon Norman, 1930
- Leptostomias multifilis Imai, 1941
- Leptostomias robustus Imai, 1941